# Heimfeld
Heimfeld è un quartiere della città tedesca di Amburgo. È compreso nel distretto di Harburg.

## Storia
L'insediamento ebbe origine da una dipendenza del castello di Harburg creata da Ottone I di Lüneburg-Braunschweig nel 1535, che chiamò Zum Heynfeld. Nel 1888, il villaggio entrò a far parte della città di Harburg, che a sua volta fu incorporata ad Amburgo con il Greater Hamburg Act nel 1937.